# 仁科百華
仁科百華（日语：にしな ももか，1991年5月24日—）是日本的前AV女優，所屬片商為MOODYZ 。出身於日本東京都。最早從事地下偶像，於2010年透過在經紀公司工作的朋友介紹，正式出道拍攝AV。2013年5月28日在部落格上發表引退消息。現在她透過悠木夏娃（ゆうき　いぶ）的名稱為主，並以朝歌手與模特兒的方向活動，原名仁科百華則較少使用

## 作品

### AV作品
2010年
- ワリキリ、ハミ乳娘貸し切り。3（8月24日、PRESTIGE）
- Boin「仁科百華」Box 仁科百華（9月19日、ABC／妄想族）
- 妹の爆乳は一見にしかず 29 Iカップ100cm ももか（9月24日、SOD）
- ワケあり巨乳生中出し（10月15日、NON）
- 一億円のバストJカップアイドル 仁科百華ガチンコ本番AVデビュー（10月21日、ROCKET）
- 担任の爆乳は一見にしかず 9 Iカップ100cm ももか先生（10月22日、SOD）
- DYNAMITE DOLL ももか（10月23日、HMJM）
- Boin「仁科百華」Box2 仁科百華（11月1日、ABC／妄想族）
- 狂いたい美爆乳 （11月5日、映天）
- スク水H 18（11月5日、水晶映像）
- 未亡人柔肌5仁科百華

2012年
- ママのリアル性教育（1月5日、グローリークエスト）

## 關連項目
- （日語）AV女優一覧（日语：AV女優一覧 な行#にさ）

## 外部連結
- 仁科百華的X（前Twitter）
- 仁科百華的Instagram帳戶
- 仁科百華的新浪微博
- 247年百華物語 （页面存档备份，存于） - 舊官方網誌
- 仁科百華BLOG-世界百色浸食中。- - 新官方網誌